# صنعت بسته‌بندی گوشت

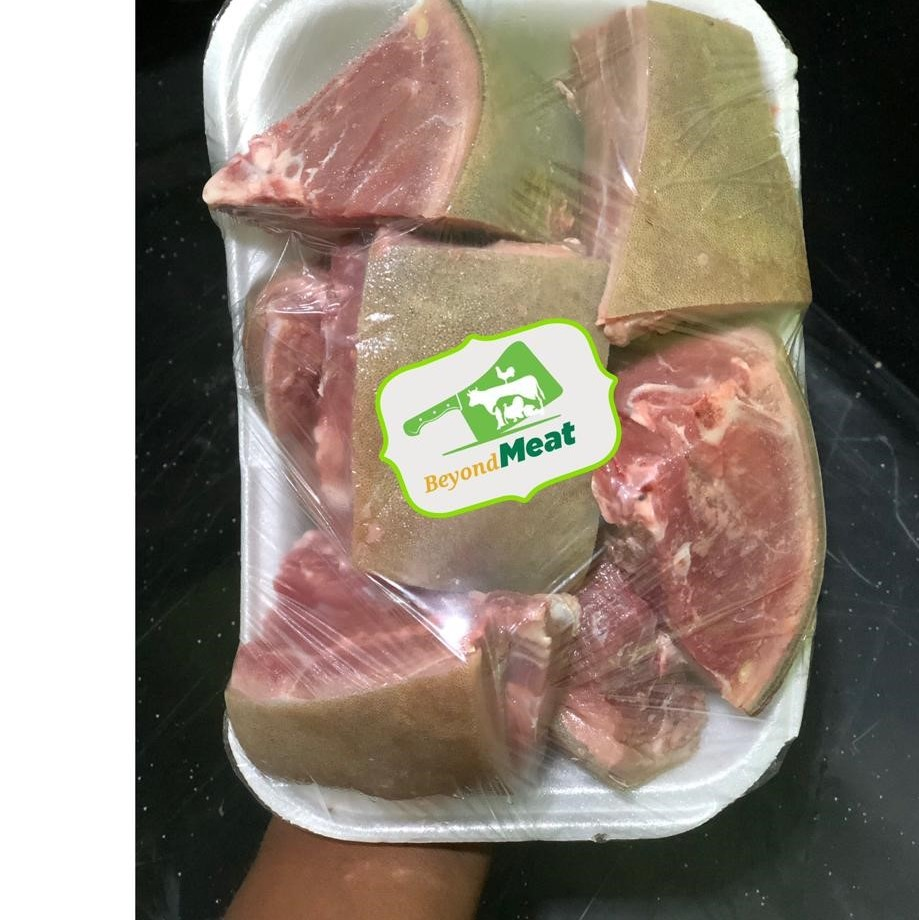
گوشت بز

صنعت بسته‌بندی گوشت (انگلیسی: Meat packing industry) کشتار، پردازش، بسته‌بندی و توزیع گوشت حیوانات مانند گاو، خوک، گوسفند و دیگر دام‌ها را کنترل می‌کند، که در این حوزه گوشت مرغ قرار نمی‌گیرد. بخش عمده‌ای از کل صنعت گوشت در درجه اول به تولید گوشت برای مصرف انسان متمرکز می‌باشد، همچنین تولید و بسته‌بندی انواع محصولات جانبی شامل پر و خون خشک‌شده، چربی، پیه و پروتئین را نیز دربرمی‌گیرد.